# Римска свещ
Римската свещ е пиротехническо средство с развлекателна цел. Размерите на римската свещ варират от 6 милиметра (за потребители) до 8 и повече сантиметра (за професионалисти) в диаметър. Забранени са в някои страни поради тенденцията да причиняват инциденти, породени от неправилно използване.

## Устройство
Римската свещ е съставена от тръба, наречена „шпула“, благодарение на която се изстрелват даден брой изстрели. Между изстрелите се съдържа закъснител, определящ времето между тях. Главният фитил е прикрепен към първия (бавен) изстрел, който осигурява на човека, запалващ свещта, достатъчно време да се отдалечи. При свещите с по-солиден калибър се използват тръби, подобни на тези в пиробатериите.